# Rechtenfleth

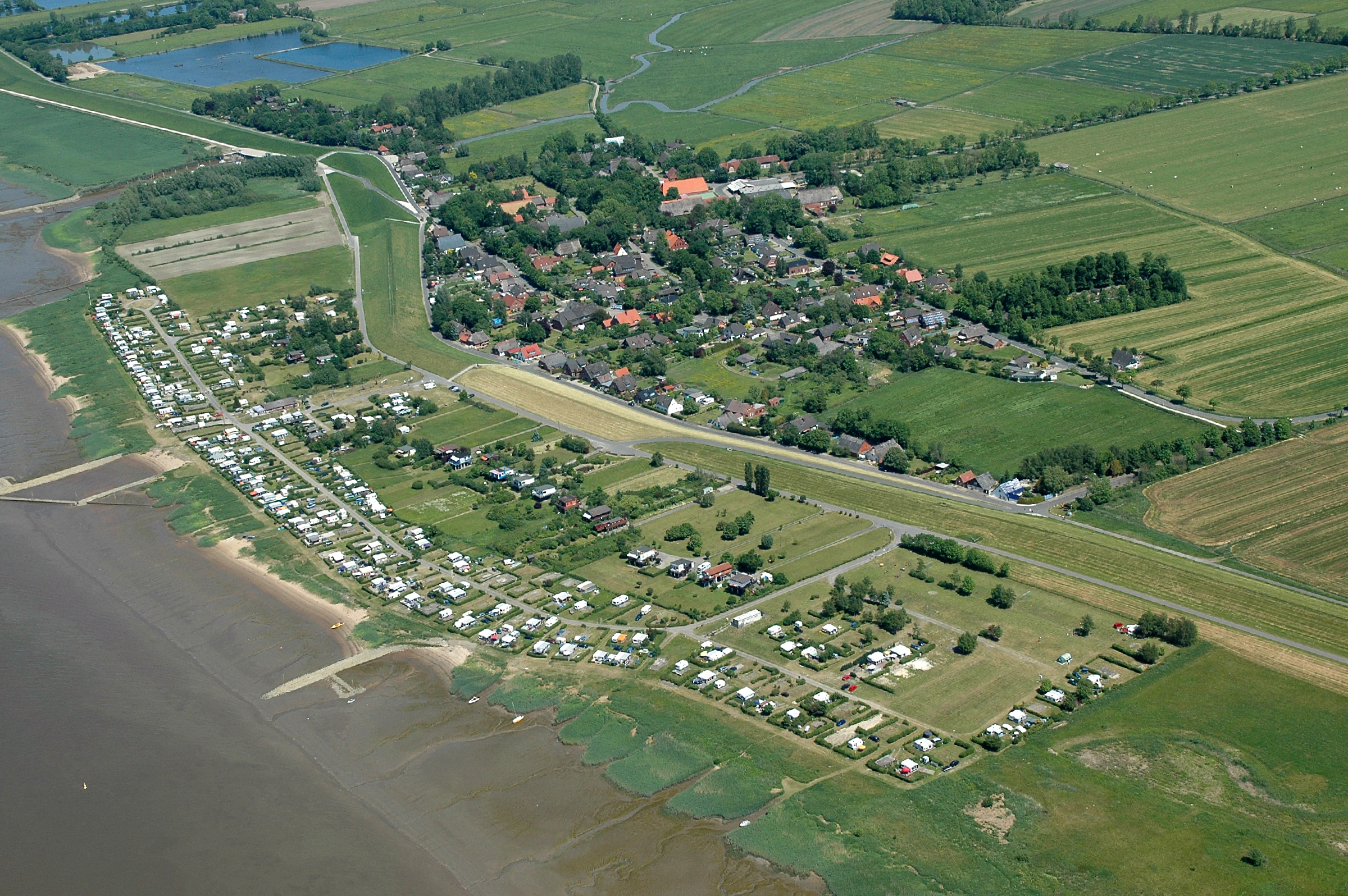
Luftbild von Rechtenfleth (Mai 2012)

Rechtenfleth (niederdeutsch Rechtenfleth) ist eine Ortschaft in der Einheitsgemeinde Hagen im Bremischen im niedersächsischen Landkreis Cuxhaven.

## Geografie

### Lage
Rechtenfleth liegt am Ostufer der Unterweser zwischen Bremerhaven und Bremen. Die Ortschaft befindet sich im nordwestlichen Teil der Einheitsgemeinde Hagen im Bremischen.

### Nachbarorte
|  | Neuenlande (Einheitsgemeinde Loxstedt)      | Stotel (Einheitsgemeinde Loxstedt) |
|  | Kompassrose, die auf Nachbargemeinden zeigt | Driftsethe                         |
|  | Sandstedt                                   |                                    |

(Quelle:)

## Geschichte
Der Ort wurde erstmals 860 zusammen mit einer Reihe anderer Orte der Region zwischen Ems und Elbe in einer Aufzeichnung des Erzbischofs Ansgar über Wunderheilungen am Grab Willehads genannt. Rechtenfleth feierte sein 1150-jähriges Bestehen mit Festtagen vom 24. bis 26. Juni 2011.
Bekanntester Sohn des Dorfes ist der Dichter Hermann Allmers (1821–1902), dessen Wohnsitz, der von ihm umgebaute und ausgestattete Marschenhof, erhalten ist und für kulturelle Zwecke genutzt wird.
Außerdem stammt der Vater von Erpold Lindenbrog (ca. 1540–1616) aus Rechtenfleth. Der väterliche Hof Lindenbrogs ist der frühere Weiderhof, der heute als Gaststätte des Ortes besteht. Lindenbrog ließ sich in Hamburg als Notar nieder. Es gibt auch eine Reihe von historischen Veröffentlichungen von ihm.

### Eingemeindungen
Zum 1. Juli 1968 endete die vorherige politische Selbständigkeit von Rechtenfleth, weil sich der Ort mit anderen Kommunen zur neuen Gemeinde Sandstedt zusammenschloss.
Die Samtgemeinde Hagen entstand zum 1. Januar 1970 und umfasste mit Sandstedt zunächst 16 Gemeinden. Nach § 7 des Gesetzes zur Neugliederung der Gemeinden im Raum Bremervörde vom 13. Juni 1973 (Nds. GVBl. S. 183) wurde im Zuge der Gebietsreform in Niedersachsen, die am 1. März 1974 stattfand, die Anzahl der Gemeinden durch Eingliederungen auf 6 reduziert.
Zum 1. Januar 2014 erfolgte die Auflösung der Samtgemeinde Hagen und deren Mitgliedsgemeinden sowie die Neubildung der Einheitsgemeinde Hagen im Bremischen mit seinen 16 Ortschaften.

### Einwohnerentwicklung
| Jahr      | 1910   | 1925   | 1933   | 1939   | 1950   | 1956   | 2017  |
| --------- | ------ | ------ | ------ | ------ | ------ | ------ | ----- |
| Einwohner | 391    | 396    | 348    | 327    | 543    | 426    | 297   |
| Quelle    | [ 11 ] | [ 12 ] | [ 12 ] | [ 12 ] | [ 13 ] | [ 13 ] | [ 1 ] |

|  |

## Politik

### Gemeinderat und Bürgermeister
Auf kommunaler Ebene wird die Ortschaft Rechtenfleth vom Rat der Gemeinde Hagen im Bremischen vertreten.

### Ortsvorsteher
Der Ortsvorsteher von Rechtenfleth ist Hardy Köhler (SPD). Die aktuelle Amtszeit läuft von 2021 bis 2026.

### Wappen
Der Entwurf des Kommunalwappens von Rechtenfleth stammt von dem Heraldiker und Wappenmaler Albert de Badrihaye, der zahlreiche Wappen im Landkreis Cuxhaven erschaffen hat.
| Wappen von Rechtenfleth | Blasonierung: „In Rot über grünem, mit silbernen Wellenstreifen belegten Dreiberg ein silberner Kesselhaken.“                                     |
| Wappen von Rechtenfleth | Wappenbegründung: Der Kesselhaken über dem Dreiberg erinnert an die ersten Siedlungen auf Wurten. Der Wellenstreifen weist auf den Ortsnamen hin. |

## Kultur und Sehenswürdigkeiten

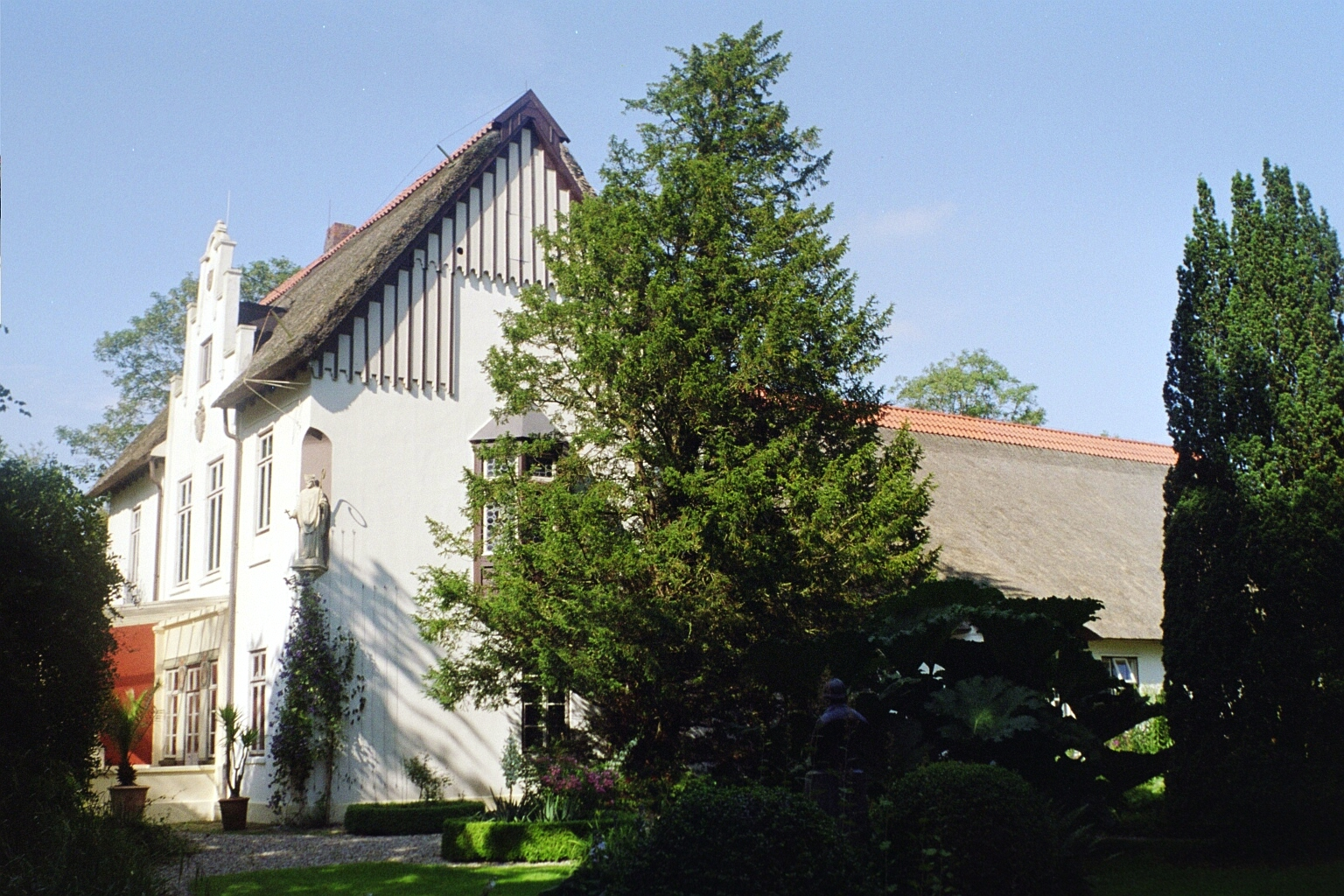
Museum Hermann-Allmers-Haus

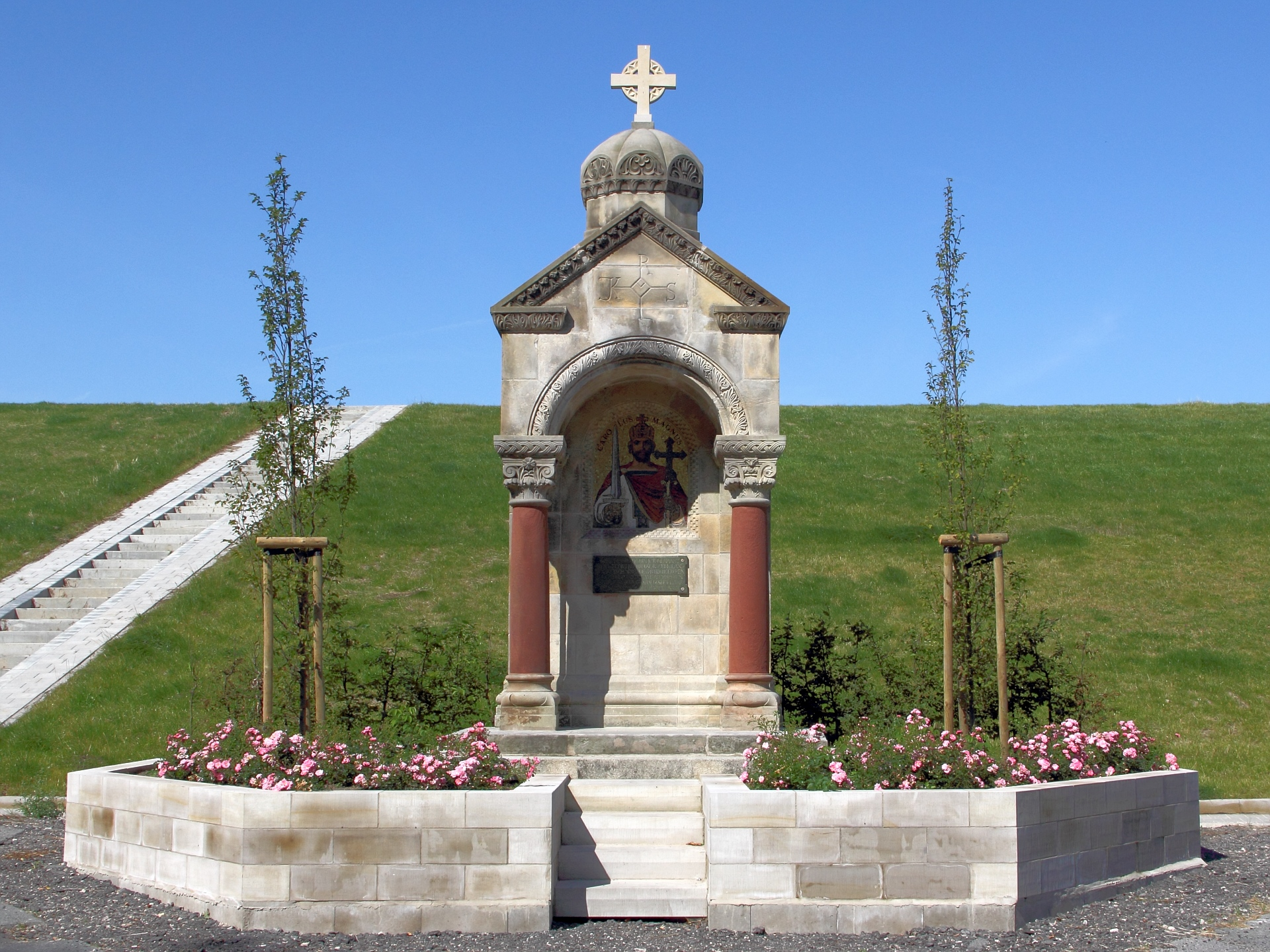
Denkmal Karl der Große

### Bauwerke

#### Historische Bauwerke
- Allmers-Haus von nach 1862 in Rechtenfleth mit der Hofanlage Mittelstraße 1 von 1731 und 1842
- Denkmal Karl der Große von 1899 am Weserdeich
- Gartenfriedhof Rechtenfleth nach Plänen von Hermann Allmers 1852 angelegt:
  - Erbbegräbnisstätte der Familie Allmers, auch Hermann Allmers wurde hier 1902 bestattet.[16]
  - Mausoleum erbaut von Johann Hermann Joppert (1828–1878) in Form einer neugotischen Kapelle[17]
  - Drei weitere große Familiengruften.[18]
  - Gefallenendenkmal beider Weltkriege.[19]

#### Bauwerke für private und öffentliche Nutzung
- Wohnhaus Zwischendeichsweg 1 von um 1885
- Sportboothafen
- Feuerwehrhaus (ehemalige Schule)

### Stelzenhäuser
Durch die Lage direkt an der Unterweser und damit nahe an der Mündung zur Nordsee gab es für Bauten im Rechtenflether Deichvorland die Auflage, dass diese Häuser auf Stelzen stehen müssen. Durch den Klimawandel bedingten Anstieg des Meeresspiegels ist das Risiko höherer Sturmfluten deutlich gestiegen und in der Folge hat der zuständige Landkreis Cuxhaven die Vorgaben für neue Gebäude verschärft. Der Architekt Eilert Wilcks hat entsprechend dieser Auflagen eines dieser Stelzenhäuser erneuert und noch höher gesetzt. Der Bau beginnt nun auf einer Höhe von etwa 5,20 Metern und steht auf zwölf Betonpfeilern mit einem Durchmesser von jeweils 50 Zentimetern sowie einer Tragwerk-Konstruktion aus verzinktem Baustahl. Dicke Balken und Stahlseile stabilisieren das in Holz-Tafelbauweise errichtete Haus, das über zwei Stockwerke verfügt. Die Treppe zum Eingang kann bei Sturmflut waagerecht hochgefahren werden.

### Naturdenkmale
- Eine alte Eibe im Garten des Marschendichters Hermann Allmers (seit 1735) und eine Freiheitseiche aus dem Jahre 1848 von Allmers selber gepflanzt zum Andenken an den Aufstand vom 18. März 1848. Arnold Ruge, steckbrieflich gesuchter linker Abgeordneter der ersten Nationalversammlung (Paulskirche Frankfurt a. M.) war hier im Jahre 1850 fünf Tage lang untergetaucht.

### Regelmäßige Veranstaltungen
Jährlich feiert die Ortsgemeinschaft am 1. Mai ein Maibaumfest.

### Vereine
- Turnverein von 1911
- Ketelhoken – Heimatfreunde Rechtenfleth
- Freiwillige Feuerwehr Rechtenfleth
- Hermann-Allmers-Gesellschaft
- Wassersportverein Rechtenfleth[22]
- Männergesangverein Rechtenfleth

### Bildergalerie

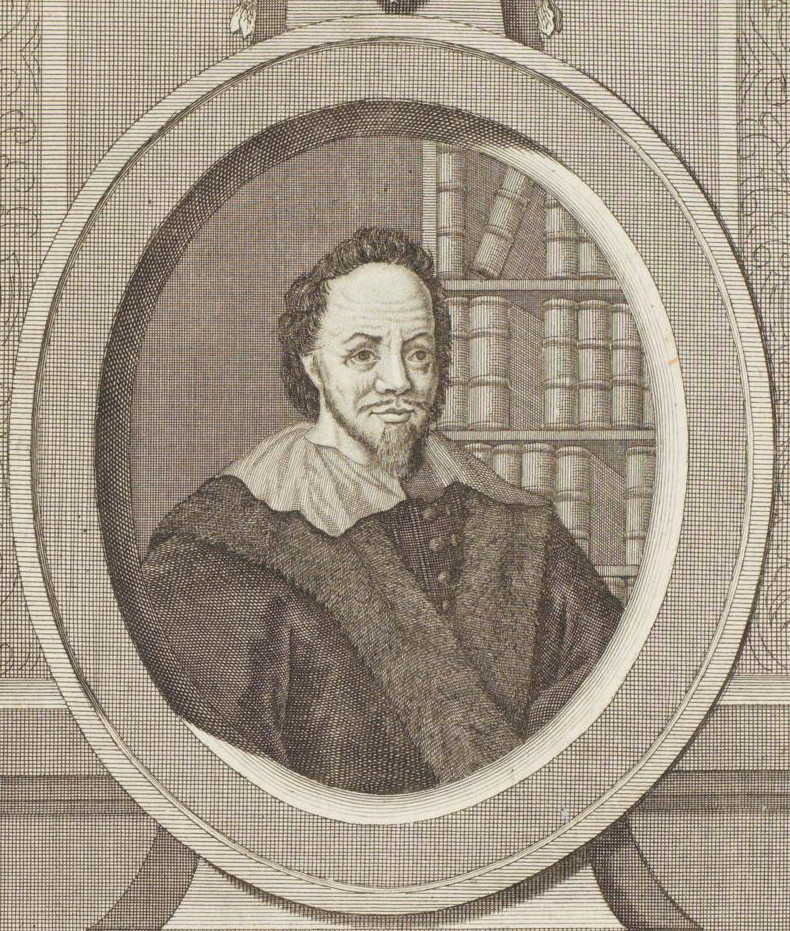
Erpold Lindenbrog
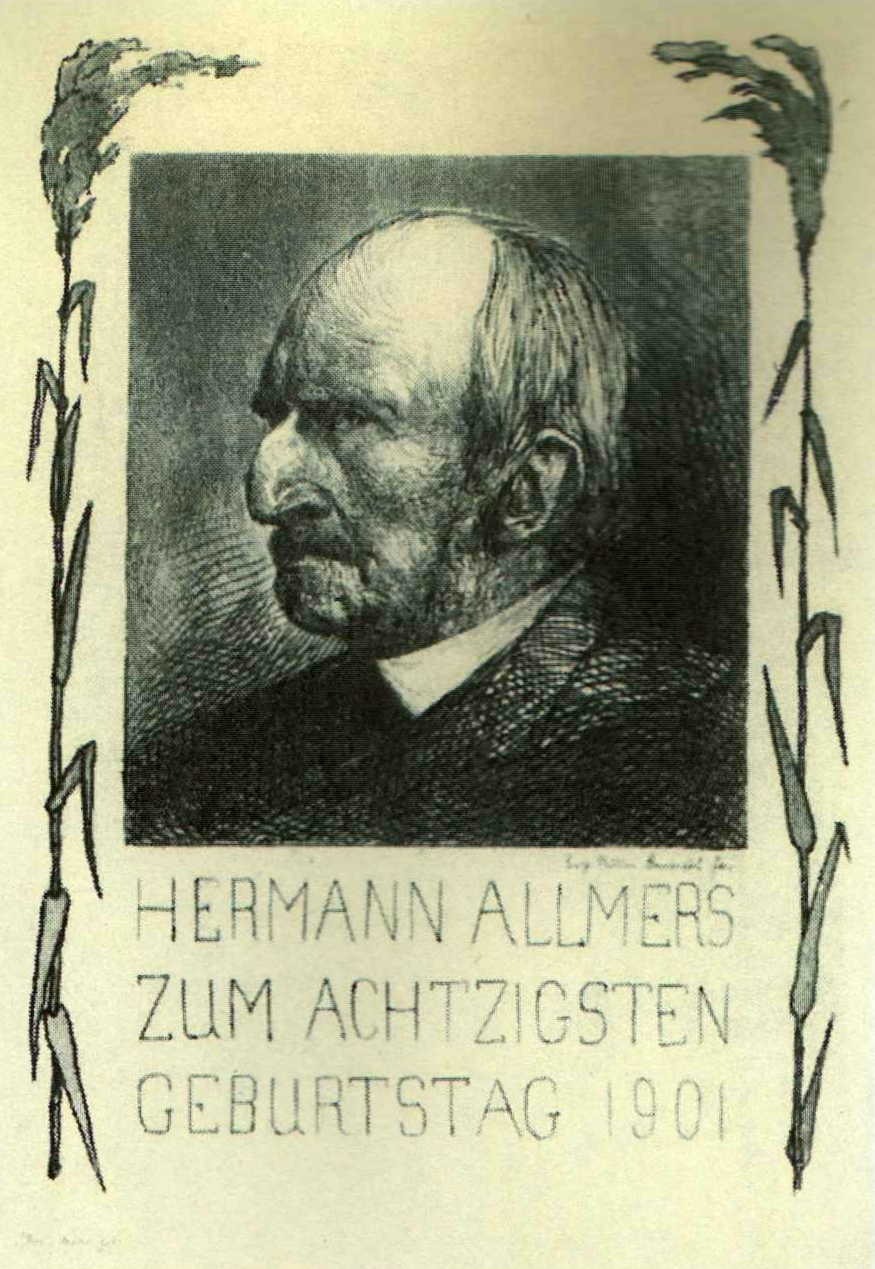
Hermann Allmers
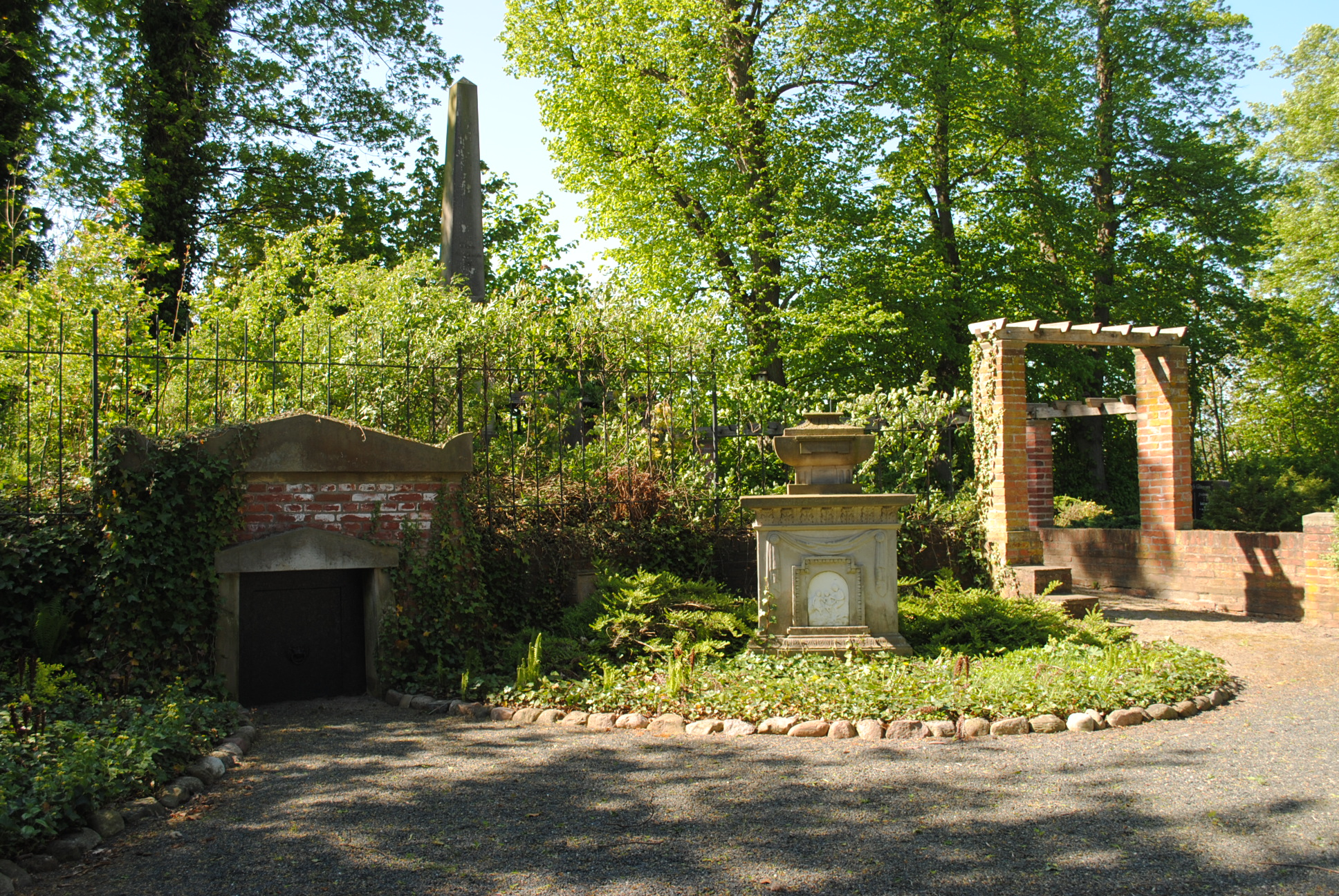
Denkmalgeschützter Gartenfriedhof mit Grabstätte Allmers
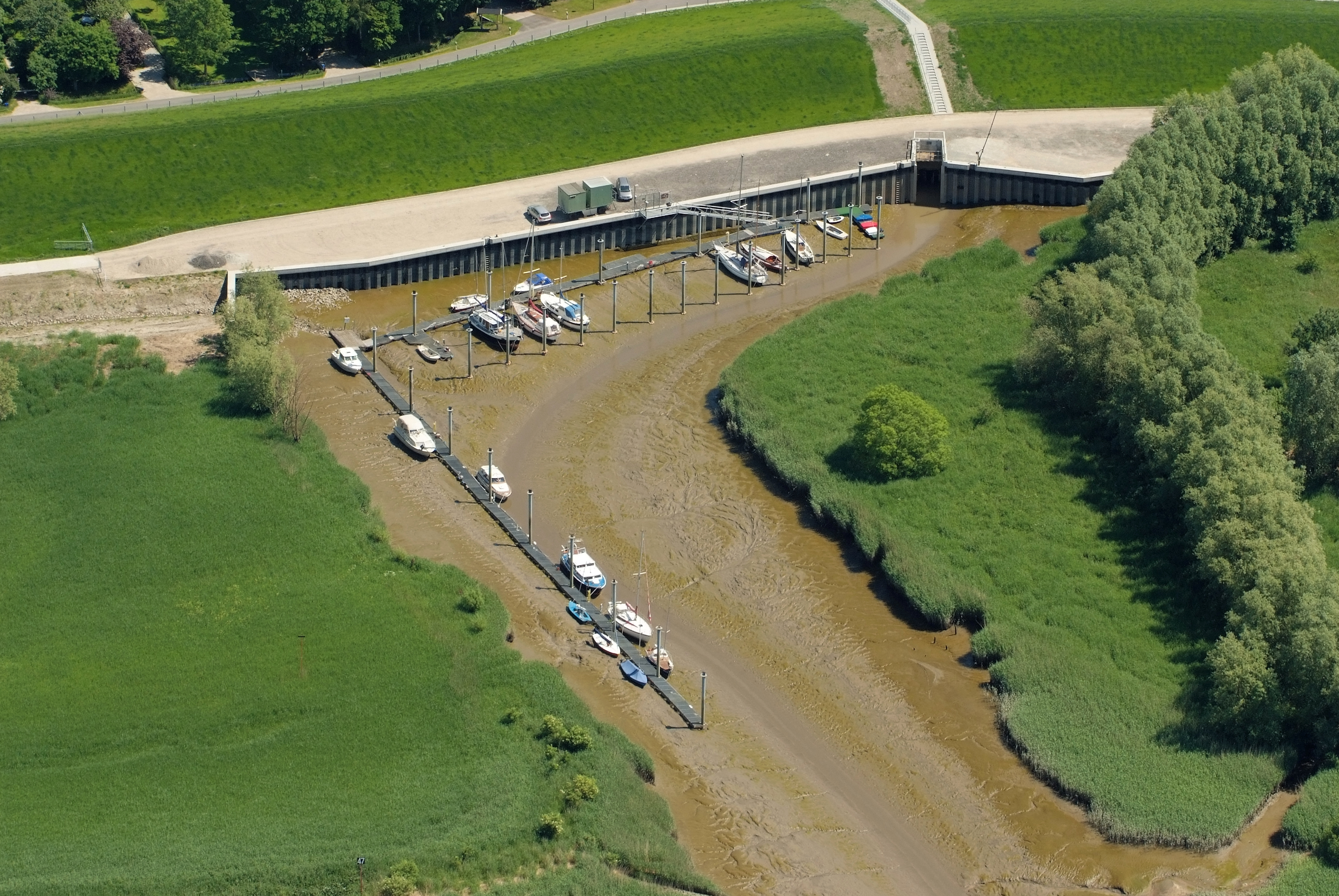
Sportboothafen Rechtenfleth bei Ebbe
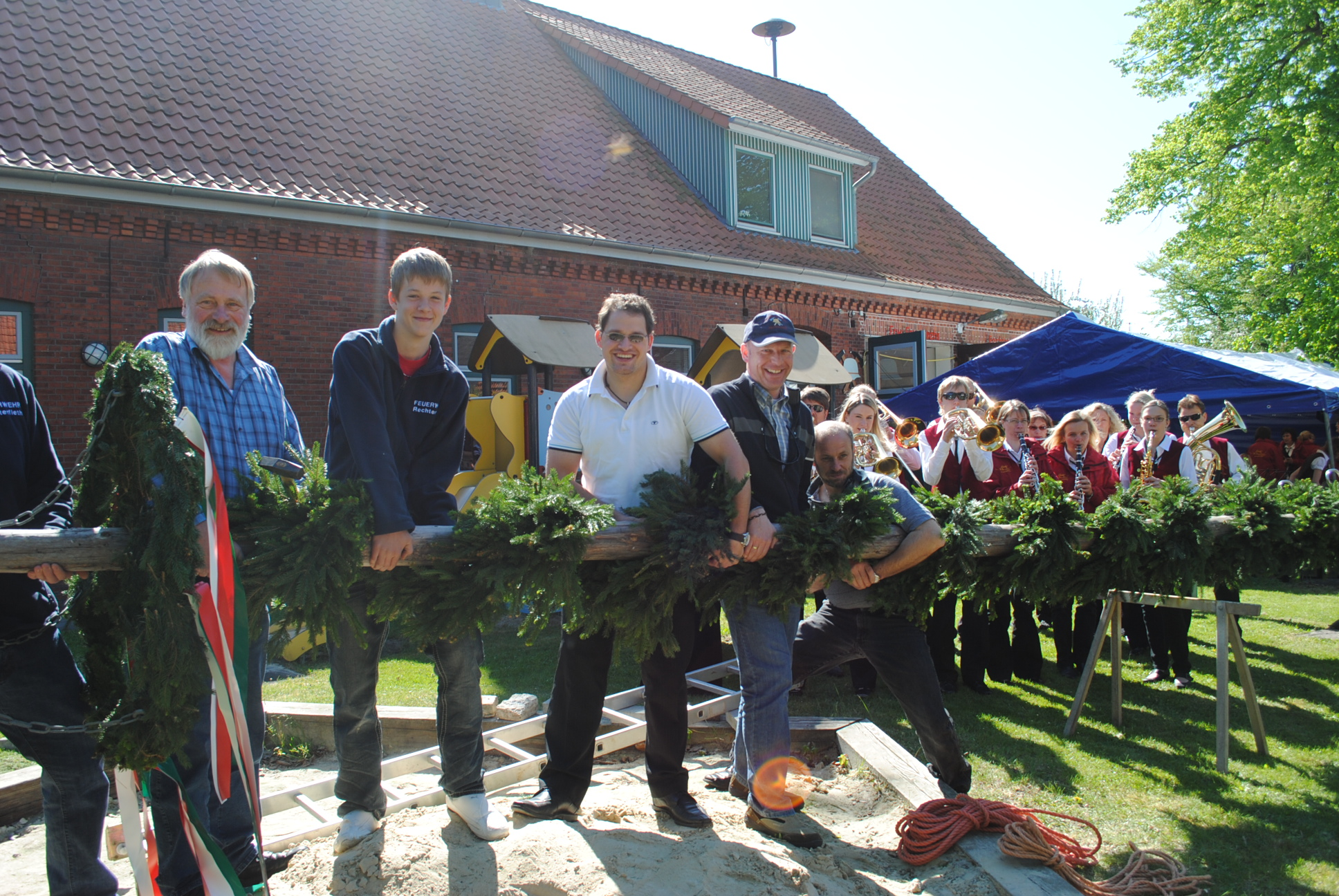
Veranstaltung „Maibaum Spezial“ am 1. Mai vor dem Feuerwehrhaus
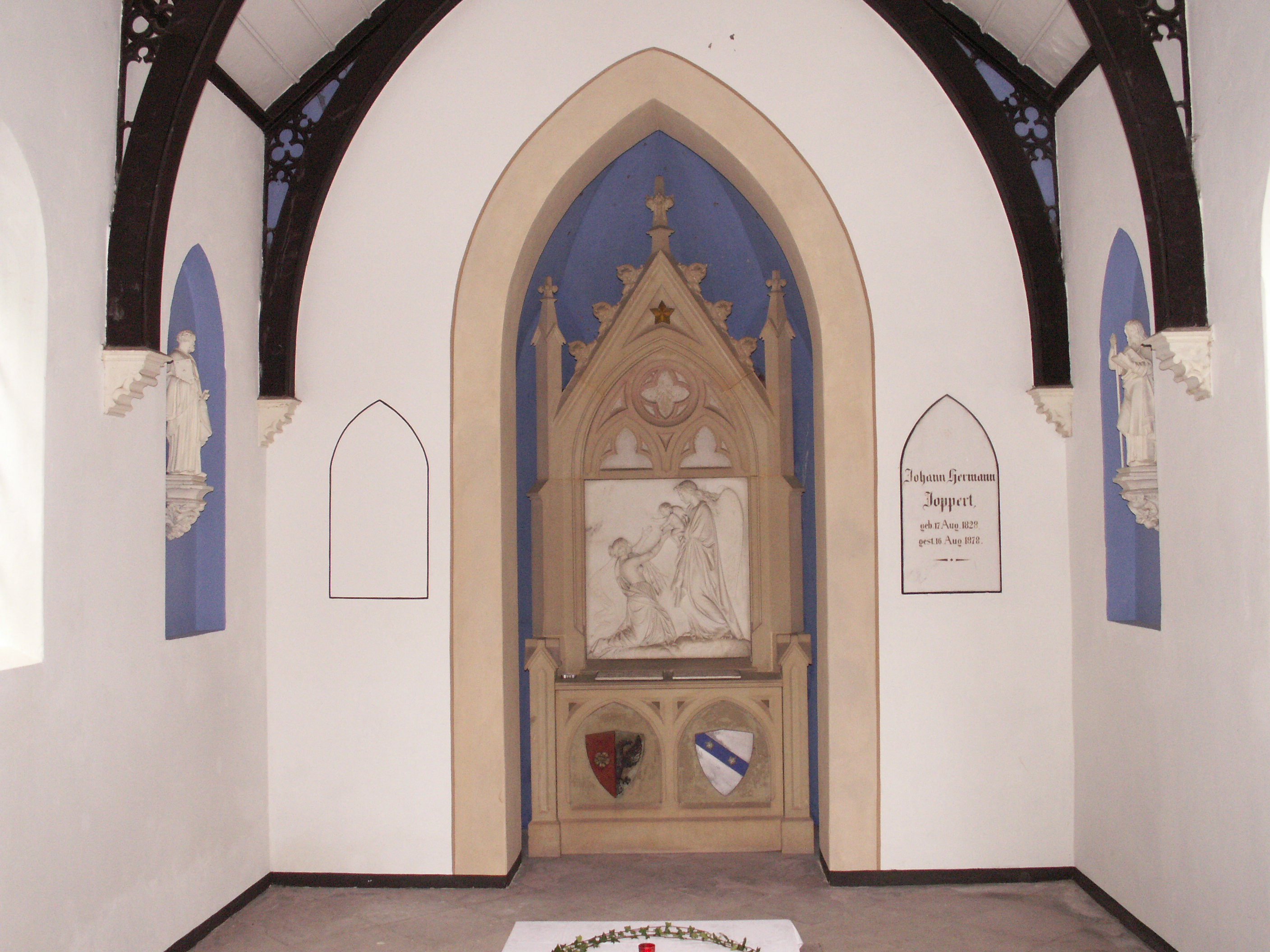
Innenansicht Mausoleum für Johann Hermann Joppert auf dem denkmalgeschützten Gartenfriedhof
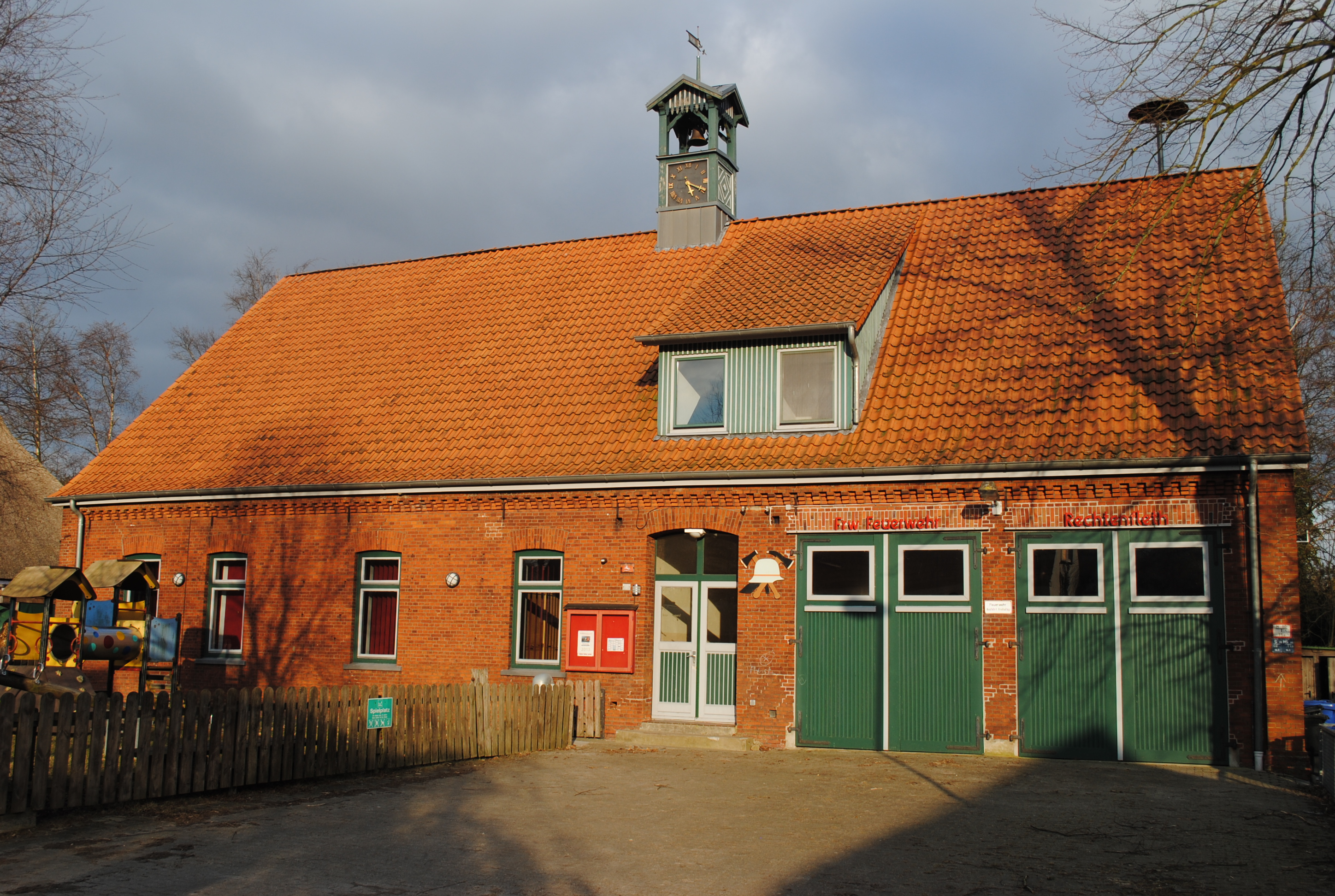
Ehemalige Schule in Rechtenfleth – Heute Feuerwehrhaus
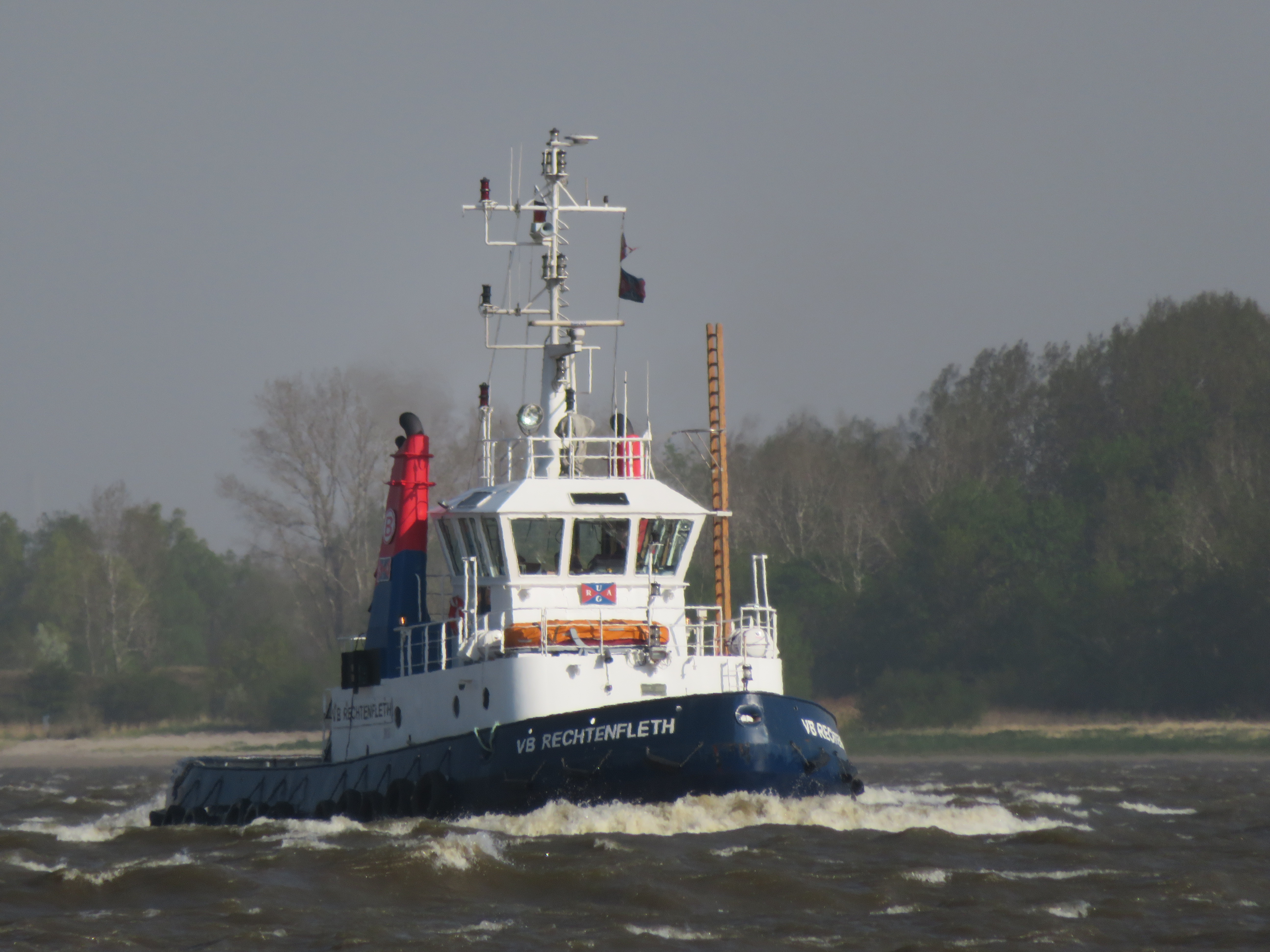
VB Rechtenfleth auf der Elbe

## Wirtschaft und Infrastruktur

### Tourismus
Rechtenfleth ist heute bekannt für seinen Campingplatz, welcher direkt am Weserstrand liegt und von der Gemeinde Hagen im Bremischen verwaltet wird. Der Campingplatz hat die Größe von 7,2 Hektar.

### Verkehr
Rechtenfleth liegt an der Weser nur wenige Kilometer von der Schnellfähre Brake-Sandstedt entfernt. Im Norden befindet sich der Wesertunnel mit Zugang nach Nordenham. Rechtenfleth liegt im Gebiet des Verkehrsverbundes Bremen/Niedersachsen (VBN). Die Buslinie 570 stellt werktags eine Verbindung nach Bremerhaven zum Hauptbahnhof. Rechtenfleth hat zusammen mit Sandstedt Zugang zur Bundesautobahn 27, Anschlussstelle Hagen. Die nächsten Bahnhöfe befinden sich auf der anderen Weserseite in Brake (Unterweser), sowie jeweils ca. 25 km entfernt in Stubben bzw. der Hauptbahnhof in Bremerhaven. In Rechtenfleth befindet sich ein Sportboothafen. Von 1911 bis 1964 war der Ort an die Kleinbahnstrecke der Niederweserbahn angeschlossen.
Des Weiteren ist der Ort über ein Anruf-Sammel-Taxi (AST) an den öffentlichen Personennahverkehr angebunden (an allen Tagen der Woche und in den Schulferien).

## Persönlichkeiten

### Söhne und Töchter des Ortes
- Hermann Allmers (1821–1902,) Schriftsteller, als „Marschendichter“ schrieb er vor allem über Kultur und Landschaft seiner nordwestdeutschen Heimat
- Johann Hermann Joppert (1828–1878), Auswanderer in die USA und Teilnahme am amerikanischen Krieg gegen Mexiko. Nach Rückkehr nach Rechtenfleth Erbauer einer Kapelle auf dem Friedhof[25][26]
- Jörg Schulz (* 1953), Jurist und Politiker (SPD), von 1999 bis Anfang 2011 war er Oberbürgermeister in Bremerhaven, von 2017 bis August 2019 war er Bremer Staatsrat

### Personen, die mit dem Ort in Verbindung stehen
- Heinrich von Dörnberg (1831–1905), Historienmaler der Düsseldorfer Schule, er malte 1864 im Hermann-Allmers-Haus Historienbilder
- Otto Knille (1832–1898), Historienmaler der Düsseldorfer Schule, er malte 1864 im Hermann-Allmers-Haus Historienbilder, auch ein Bildnis von Allmers
- Harro Magnussen (1861–1908), Bildhauer, er fertigte 1892 eine Büste des Dichters Hermann Allmers (ein 1895 datierter Bronzeguss seit 1912 in der Hamburger Kunsthalle erhalten) und 1908 ein Denkmal für Hermann Allmers mit Relief-Porträt in Rechtenfleth
- Erwin Küsthardt (1867–1901), Maler und Bildhauer, von ihm stammen einige der Wandgemälde im „Marschensaal“ des Hermann-Allmers-Hauses
- Robert Allmers (1872–1951), Industrieller und von 1926 bis 1945 Präsident des Reichsverbandes der deutschen Automobilindustrie (RDA), der Vorgängerorganisation des Verbands der Automobilindustrie, er hatte eine enge Freundschaft mit seinem Großonkel Hermann Allmers

## Sonstiges

### Schlepper Rechtenfleth
Die Bremerhavener Unterweser Reederei (URAG) betrieb mehrere Schlepper mit dem Namen Rechtenfleth in ihrer Flotte. Die erste Rechtenfleth diente der URAG ab 1929. Sie ging nach dem Zweiten Weltkrieg als Reparationsleistung an die Sowjetunion. 1968 lieferte die Elsflether Werft erneut einen Schlepper mit dem Namen an die URAG ab, der 1985 verkauft wurde. Diesem folgte ein 1987 gebauter Schlepper, der wieder nach dem Ort benannt wurde.